# Agrotis fatidica
Agrotis fatidica är en fjärilsart som beskrevs av Jacob Hübner 1824. Agrotis fatidica ingår i släktet Agrotis och familjen nattflyn. Inga underarter finns listade i Catalogue of Life.

## Bildgalleri

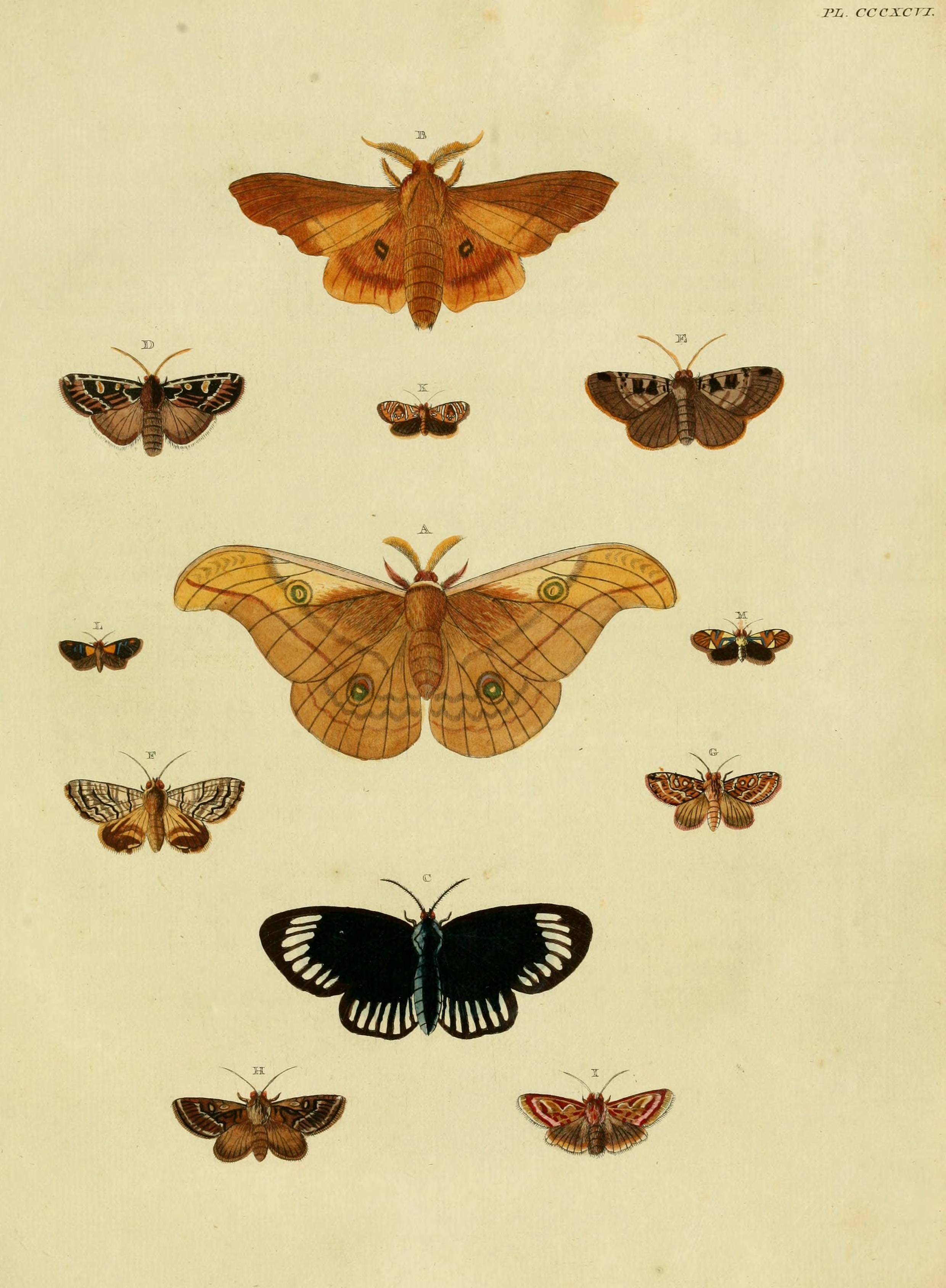